# Louis Liénard de Beaujeu de Villemonde
Louis Liénard de Beaujeu de Villemonde (16 septembre 1716 – 5 juin 1802) était un officier de milice, de l'armée et seigneur en  Nouvelle-France.

## Historique
Il était le fils de Louis Liénard de Beaujeu et de Thérèse-Denise Juchereau de Saint-Denys (née Migeon de Branssat), et il est né à Montréal. En 1723, Beaujeu est devenu second enseigne dans les troupes coloniales; six ans plus tard, il devient première enseigne. En 1744, il fut promu au grade de lieutenant. En 1747, il a combattu dans la bataille de Grand-Pré. La même année, Beaujeu épouse Louise-Charlotte, la fille de François-Étienne Cugnet ; elle est morte pendant l'accouchement, un an plus tard. En 1751, il fut promu capitaine et commandant des postes du Fort Kaministiquia et Fort Michillimakinac. Il épousa Geneviève, la fille de Paul-Joseph Le Moyne de Longueuil, en 1753. En 1769, son épouse acquiert la seigneurie de Isle-aux-Grues, l'Île aux Oies et les îles adjacentes.
Lorsque les Américains ont envahi Québec, Beaujeu soulevé une force de secours de 150 hommes, mais son avant-garde fut capturé la maison de Michel Blais à la bataille de Saint-Pierre. Le reste de sa force fut dispersé et Beaujeu se cacha. Son fils Charles-François a combattu du côté américain au cours de la révolution américaine.
Après avoir connu des difficultés financières, Beaujeu avait vendu une partie de la seigneurie, deux petites îles appelées le fief de Grandville, en 1789.
Il mourut à Cap-Saint-Ignace au Bas-Canada à l'âge de 85 ans.
Son fils Jacques-Philippe Saveuse de Beaujeu a été un membre du Conseil législatif du Bas-Canada.